# فلاديمير إيبيشين
فلاديمير إيبيشين (بالروسية: Епишин, Владимир Викторович)‏ Vladimir Epishin (ولد في 11 يوليو 1965 في ليننغراد) لاعب شطرنج روسي يحمل لقب أستاذ كبير.

## إنجازات
- فاز بالمركز الثالث في بطولة الاتحاد السوفييتي للشطرنج الثامنة والخمسين.
- فاز ببطولة سانت بطرسبورغ عام 1987، وهي من أقوى البطولات في روسيا.
- تعادل على المركز الثالث والرابع في بطولة نيويورك المفتوحة للشطرنج عام 1998، مع فلاديمير أكوبيان.
- تعادل على المراكز من الأول إلى الثالث في دورة لوتوكيه المفتوحة للشطرنج عام 2006، مع كل من فلاديمير بورماكين وماريان بتروف.
- عمل مدرباً لأناتولي كاربوف خلال الفترة من 1987 إلى 1996.

## تأثيره
- سميت إحدى تفريعات «جامبيت بينكو» باسمه وهي «تفريعة إيبيشين».

## روابط خارجية
- فلاديمير إيبيشين على موقع الاتحاد الدولي للشطرنج (الإنجليزية)
- فلاديمير إيبيشين على موقع مباريات الشطرنج (الإنجليزية)
- فلاديمير إيبيشين على موقع 365Chess.com (الإنجليزية)
- فلاديمير إيبيشين على موقع Chesstempo.com (الإنجليزية)